# Operace Dragoon
Operace Dragoon, původně plánována jako operace Anvil na léto 1943, byla spojenecká invaze v jižní Francii 15. srpna 1944 za druhé světové války. Invaze byla provedena u měst Cannes a Toulon.

## Spojenecké síly
Pozemní část operace Dragoon uskutečnila 6. skupina armád pod velením generálporučíka Jacoba L. Deverse o maximální síle až 200 000 vojáků. Už na konci prvního dne operace se vylodilo 60 000 vojáků a 6 700 vozidel. Na podporu operace bylo vyčleněno 4 000 letadel a 900 lodí.

### 6. skupina armád
- 7. americká armáda (generálporučík Alexander Patch)
  - VI. sbor (Lucian Truscott Jr.)
  - 1. Airborne Task Force (Robert T. Frederick)
- Francouzská armáda B, později přejmenována na 1. francouzskou armádu (generál J. de Lattre de Tassigny)
  - I. sbor (Henry Martin)
  - II. sbor (Edgard de Larminat)
  - 1. obrněná divize (Jean Touzet du Vigier)

## Průběh operace

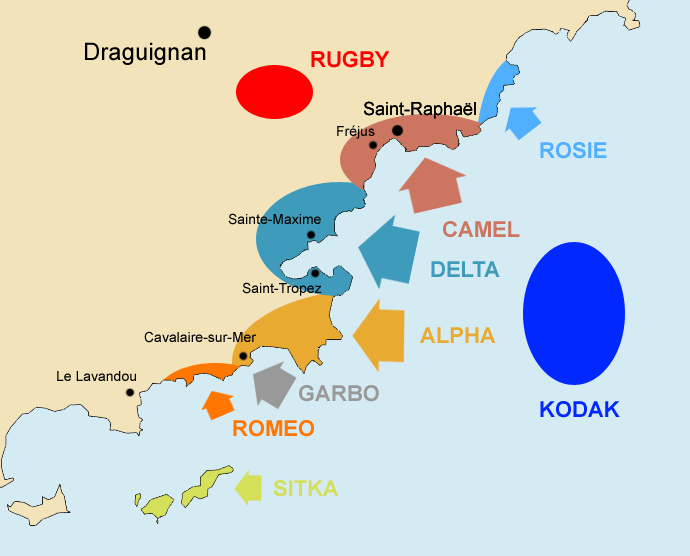
Rozmístění spojenců při vylodění

Proti Spojencům se postavila německá armádní skupina G (Heeresgruppe  G). Přestože byla skupina armád G nominálně armádní skupinou, měla v době invaze pod velením pouze jednu armádu: 19. armádu vedenou Friedrichem Wiesem. Protože jižní Francie nikdy nebyla pro německé plánování prioritní, byly tamní síly během války zbaveny téměř všech cenných jednotek a vybavení. Kvůli spojenecké hrozbě v Normandii byly jednotky skupiny armád G nepřetržitě vysílány na sever. Bojová síla pěších divizí byla podprůměrná a zbyla zde pouze jedna tanková divize. Na začátku srpna vyslala tato 11. tanková divize krátce před vyloděním jeden ze svých dvou tankových praporů na sever proti vylodění spojenců v Normandii.
Vojáci Wehrmachtu byli umístěni řídce podél francouzského pobřeží, s průměrem 90 km na jednu divizi. Obecně zde byla vojska německých divizí pouze druhořadá. To znamenalo, že od začátku války nebyly divize dostatečně dozbrojovány a náhrady vojáků byly prováděny vyléčenými zraněnými veterány a branci Volksdeutsche z bývalých států Polska a Československa. Četné jednotky byly také nahrazeny tzv. východními legiony (Ostlegionen a Ostbataillonen) a dobrovolníky Hiwi. Tyto jednotky byly dobrovolníky z východní Evropy, hlavně ze Sovětského svazu, a měly obecně nízkou bojovou morálku. Vybavení těchto útvarů bylo ve špatném stavu a skládalo se z ukořistěné výzbroje různých zemí, byli vyzbrojeni francouzskými, polskými, sovětskými, italskými a československými zbraněmi, dělostřelectvem a minomety. Čtyři německé divize byly označeny jako „statické“, což znamenalo, že byly zbaveny všech svých mobilních prostředků a nemohly se přesunovat ze svých pozic. Jedinou silnou jednotkou uvnitř skupiny armád G byla 11. tanková divize, které velel Wend von Wietersheim.
Díky slabému německému odporu se operace rychle rozvinula. Už koncem měsíce srpna byla dobyta města Marseille a Toulon. 30. srpna bylo dobyto i Nice. V polovině září se I. sbor spojil s 3. americkou armádou George S. Pattona, postupující ze severu od Normandie. Německé síly v počtu přes 85 000 vojáků v jihozápadní části Francie tím zůstaly odříznuty. Během ústupových bojů podél řeky Rhôna se Němcům podařilo stáhnout zbývající síly ze svých posádek v jihozápadní Francii. Tyto divize se přesunuly na sever podél pobřeží Atlantiku a poté se na Loiře otočily k východu, aby se spojily se zbytkem skupiny armád G v Burgundsku. I když nemusely bojovat se západními spojenci tolik jako Němci na Rhôně, musely postupovat terénem ovládaným francouzskými partyzány.
Operace oficiálně skončila 15. září 1944. Do zajetí padlo 79 000 německých vojáků při ztrátách 14 000 spojeneckých vojáků.
Armádní skupině G se nakonec podařilo vytvořit stabilní obrannou linii v pohoří Vogézy. Toto v kombinaci s potřebou spojenců reorganizovat svou velitelskou strukturu, poté, co se spojily síly ze severní a jižní Francie, přinutilo spojence zastavit pronásledování Němců a ukončit útočné operace. 

## Důsledky
Operace Dragoon byla spojeneckými silami považována za úspěch. Umožnilo jim to osvobodit většinu jižní Francie za pouhé čtyři týdny, přičemž to německým silám způsobilo značné ztráty. Spojencům se však nepodařilo odříznout nejcennější jednotky ustupující skupiny armád G, které v dobrém stavu ustoupily na vzdálenost 800 km do pohoří Vogézy na německé hranici se schopností pokračovat v boji. Hlavním důvodem, proč se nepodařilo zajmout nebo zničit skupinu armád  G, byl spojenecký nedostatek pohonných hmot, který začal brzy po přistání. Spojenci nepředpokládali takovou rychlost vlastního postupu, takže nemohli adekvátně zajistit zásoby a logistiku předním spojeneckým jednotkám.
Významným přínosem bylo využití přístavních zařízení v jižní Francii, zejména velkých přístavů v Marseille a Toulonu. Po operaci Cobra a operaci Dragoon se postup spojenců v září téměř zpomalil kvůli kritickému nedostatku zásob. Přístavy byly rychle uvedeny do provozu spolu se železničním systémem v jižní Francii. Poté bylo možné přesunovat velké množství zásob na sever, aby se situace v zásobování usnadnila. V říjnu bylo vyloženo 524 894 tun zásob, což byla více než třetina spojeneckých dodávek, přepravených na západní frontu.
Operace Dragoon měla také politické důsledky. Dva dny po přistání Němci přistoupili k demontáži francouzského státu. Členové Sicherheitsdienstu přepadli francouzské vládní instituce a přestěhovali francouzské úředníky, včetně Philippe Pétaina, do Belfortu ve východní Francii. Později byli přesunuti do Sigmaringenu v Německu, kde působili jako exilová vláda.